# Robbie Maddison
 (avril 2024).
Si vous disposez d'ouvrages ou d'articles de référence ou si vous connaissez des sites web de qualité traitant du thème abordé ici, merci de compléter l'article en donnant les références utiles à sa vérifiabilité et en les liant à la section « Notes et références ».
 (avril 2024).
La mise en forme du texte ne suit pas les recommandations de Wikipédia : il faut le « wikifier ».
Les points d'amélioration suivants sont les cas les plus fréquents. Le détail des points à revoir est peut-être précisé sur la page de discussion.
- Les titres sont pré-formatés par le logiciel. Ils ne sont ni en capitales, ni en gras.
- Le texte ne doit pas être écrit en capitales (les noms de famille non plus), ni en gras, ni en italique, ni en « petit »…
- Le gras n'est utilisé que pour surligner le titre de l'article dans l'introduction, une seule fois.
- L'italique est rarement utilisé : mots en langue étrangère, titres d'œuvres, noms de bateaux, etc.
- Les citations ne sont pas en italique mais en corps de texte normal. Elles sont entourées par des guillemets français : « et ».
- Les listes à puces sont à éviter, des paragraphes rédigés étant largement préférés. Les tableaux sont à réserver à la présentation de données structurées (résultats, etc.).
- Les appels de note de bas de page (petits chiffres en exposant, introduits par l'outil «  Source ») sont à placer entre la fin de phrase et le point final[comme ça].
- Les liens internes (vers d'autres articles de Wikipédia) sont à choisir avec parcimonie. Créez des liens vers des articles approfondissant le sujet. Les termes génériques sans rapport avec le sujet sont à éviter, ainsi que les répétitions de liens vers un même terme.
- Les liens externes sont à placer uniquement dans une section « Liens externes », à la fin de l'article. Ces liens sont à choisir avec parcimonie suivant les règles définies. Si un lien sert de source à l'article, son insertion dans le texte est à faire par les notes de bas de page.
- La présentation des références doit suivre les conventions bibliographiques. Il est recommandé d'utiliser les modèles {{Ouvrage}}, {{Chapitre}}, {{Article}}, {{Lien web}} et/ou {{Bibliographie}}. Le mode d'édition visuel peut mettre en forme automatiquement les références.
- Insérer une infobox (cadre d'informations à droite) n'est pas obligatoire pour parachever la mise en page.

Pour une aide détaillée, merci de consulter Aide:Wikification.
Si vous pensez que ces points ont été résolus, vous pouvez retirer ce bandeau et améliorer la mise en forme d'un autre article.
 (avril 2024).
Pour les articles homonymes, voir Maddison.
Robbie Maddisson
Robert William 'Robbie' Maddison (né le 14 juillet 1981) est un pilote de moto australien. Surnommé « Maddo », il est originaire de la ville de Kiama, en Nouvelle-Galles du Sud.

## Biographie
Né à Caringbah, Maddison grandit dans la ville de Kiama Downs. Il développe tout jeune une passion pour le motocross en assistant à des événements nationaux de motocross et de supercross. Il termine sa scolarité au lycée de Kiama et suit ensuite un apprentissage en électricité. Maddison n'a pour autant jamais cessé d'apprendre des figures de freestyle motocross (FMX) et après avoir maîtrisé ces compétences, il participe à sa première épreuve amateur, et remporte les épreuves amateurs et professionnelles à Bacchus Marsh (Victoria).

## Début de carrière
Début 2004, Maddison remporté l'or aux X Games, organisés en Australie, après avoir effectué 13 backflips.
En mai 2005, le groupe de cascadeurs moto Crusty Demons donne à Robbie Maddison l'opportunité de battre deux records du monde avec sa motocross :
- Record du monde Guiness de distance en 125 cc (centimètre cube de cylindrée du moteur ) : 67 mètres.
- Record du monde de distance en 250 cc avec un trick (seatgrab superman) : 75 mètres.

## Carrière
Après cela, il remporte de nombreux événements internationaux de FMX à travers le monde. Cela lui permet d'être reconnu comme l'un des meilleurs pilotes FMX de tous les temps. Sa devise est : « Affrontez vos peurs – vivez vos rêves »
Le 31 décembre 2007, pour célébrer le 40e anniversaire du saut des fontaines du Caesars Palace d'Evel Knievel, et en direct sur ESPN, Maddison bat le record du monde de saut à moto, parcourant 98,34 m dans les airs. Il réitère l'événement immédiatement après, réussissant le saut, sous les yeux de sa fiancée Amy. Pour autant, il ne va pas aussi loin que lors de sa première tentative, mais n'est blessé dans aucune des deux tentatives.
Le 29 mars 2008, Maddison bat son propre record du monde à deux reprises lors du spectacle Crusty Demons Night of World Records à Melbourne. Lors de son premier saut, il parcourt 96,32 mètres et atterri dans la zone de sécurité, heurtant presque l'avant de la rampe d'atterrissage. Mais à la deuxième tentative, il bat le record du monde en parcourant 104,42 mètres dans les airs. Cette fois, il atterrit durement sur son pneu arrière, et, non satisfait du saut, il décide de sauter une troisième fois. Lors de son troisième saut, il bat à nouveau le record du monde, cette fois avec 106,98 mètres, effectuant un atterrissage parfait.
Le 1er janvier 2009, en direct sur ESPN, Maddison et sa moto Yamaha YZ 250 réussissent un saut de 29 mètres jusqu'en haut de l'Arc de Triomphe devant le Paris Las Vegas, puis en descend  en drop de 24 mètres, atterrissant en bas d'une rampe d'atterrissage. Lors de cette descente, il se brise le poignet de la main gauche.
Le 30 mai 2009, Maddison bat les meilleurs riders de freestyle du monde à Calgary, AB, Canada, lors de l'étape de la compétition Red Bull X-Fighters qui s'y tenait. Il bat le multiple médaillé des X Games Nate Adams (USA) dans le premier round, puis le champion en titre de la série Mat Rebeaud (Suisse) en demi-finale, puis Eigo Sato (Japon), vétéran de la série, en finale.
Le 13 juillet 2009, il saute entre les deux parties du Tower Bridge à Londres, en backflip, alors que le pont-levis était ouvert de 8 mètres.
Le week-end suivant, Maddison participe au Red Bull X-Fighters, lors de l'étape à Madrid, remportant le concours du meilleur trick avec une world first, un « under flip one hander to side saddle lander ».
En mars 2010, il devient la première personne à sauter par dessus le portique de départ du circuit de Formule 1 de Melbourne.
Le 7 avril 2010, Maddison effectue un saut en motocross au-dessus du canal de Corinthe en Grèce. Cela fait de lui le premier pilote de FMX à avoir réussi à traverser ce canal en moto. Il décolle à une vitesse de 120 km/h et saute plus de 80 mètres. Il déclare à propos du saut : « Sauter à travers le canal de Corinthe est devenu un défi auquel je n'ai tout simplement pas pu résister. Ce saut a impliqué les conséquences les plus graves auxquelles j'ai été confronté jusqu'à présent. Je crois que parfois il faut prendre des risques dans la vie pour devenir plus sage et faire face. Un défi comme celui-ci m'aidera à me préparer pour le prochain objectif auquel je serai confronté à l'avenir. Je suis ravi de réussir à y parvenir, car vous savez qu'il n'y a qu'une seule opportunité pour réussir !"
Le 31 décembre 2011, Maddisona saute à travers la baie de San Diego dans le cadre du Red Bull New Year No Limits, accompagné du pilote de motoneige américain Levi LaVallee sur sa motoneige. L'objectif des deux pilotes était de dépasser les 122 mètres, chacun sur sa bécane. Après avoir parcouru 120 mètres à l'entraînement, il atterrit avant l'objectif des 122 mètres, l'exploit ayant lieu de nuit avec brouillard et des conditions humides, et d'une traction réduite, parcourant seulement 113 mètres. Le record du monde est donc battu, mais non-officialisé.
Maddison s'est ensuite rendu à Istanbul en 2012 pour jouer le rôle de doublure en moto pour l'acteur de James Bond Daniel Craig dans le film Skyfall. Il reçoit pour son rôle le Screen Actors Guild Award du meilleur ensemble de cascades. Enfin, en 2013, il remporte les Taurus World Stunt Awards dans la catégorie « meilleure cascade avec un véhicule ».
En avril 2015, Maddison réussit l'exploit de piloter une moto tout-terrain modifiée sur une vague près de Teahupoo à Tahiti, après plus de deux ans de préparation.
En 2016, Maddison développe une édition spéciale de motocross pour neige, en coopération avec YETI SnowMX. Cette édition prend le nom d'« édition spéciale Robbie Maddison YETI SnowMX 2017 ».
En 2017, Maddison apparait dans le film XXX : Return of Xander Cage, jouant la doublure de l'acteur Vin Diesel lorsque celui-ci pilote une moto sur l'océan.

## Sponsors et partenariats
Les sponsors de Maddison incluent les marques Red Bull, Skullcandy, Swatch, Dunlop Sport, DC Shoe Company, Arnette, KMC, KTM, mophie, Parts Unlimited, Crusty.com, Stompgrip, Cernics, FMF Racing, VP Racing Fuels, Amerigas, Acerbis, Works Connection, Hammerhead, Pro Taper et Sony ActionCam. Il a également un partenariat avec YETI SnowMX et C3 Powersports pour son « édition spéciale Robbie Maddison YETI SnowMX 2017 ».